# 湖北河流列表
湖北河流列表，列舉全部或部分在湖北省境內的河流，並依照流域排列；支流則由河口至源頭排序。

## 長江水系
- 長江
  - 富水
  - 蘄水
  - 浠水
  - 巴水
  - 舉水
  - 倒水
  - 灄水
  - 澴水
  - 漢水
    - 溳水
      - 天門河
      - 漢北河
        - 天富水

    - 蠻河
    - 唐白河
      - 滾河
      - 唐河：跨省河流，上游位於河南境內。
      - 白河：跨省河流，上游位於河南境內。

    - 南河
      - 粉青河

    - 丹江：跨省河流，上游位於河南、陝西境內。
    - 堵河
      - 官渡河
      - 滙灣河：跨省河流，上游位於陝西境內。

    - 天河：跨省河流，上游位於陝西境內。
    - 金錢河，又名夾河：跨省河流，上游位於陝西境內。

  - 東荊河
  - 陸水
  - 洞庭湖
    - 沅江
      - 酉水：跨省市河流，中上游為湖北、湖南界河，中游位於重慶境內，下游位於湖南境內。

    - 澧水
      - 渫水：跨省河流，下游位於湖南境內。
      - 漊水：跨省河流，下游位於湖南境內。

  - 沮漳河
    - 沮水
    - 漳水

  - 清江
    - 漁洋河
    - 忠建河

  - 黃柏河
  - 香溪

## 淮河水系
- 淮河
  - 竹竿河：跨省河流，下游位於河南境內。
  - 游河：跨省河流，下游位於河南境內。